# Dret al retorn dels refugiats palestins

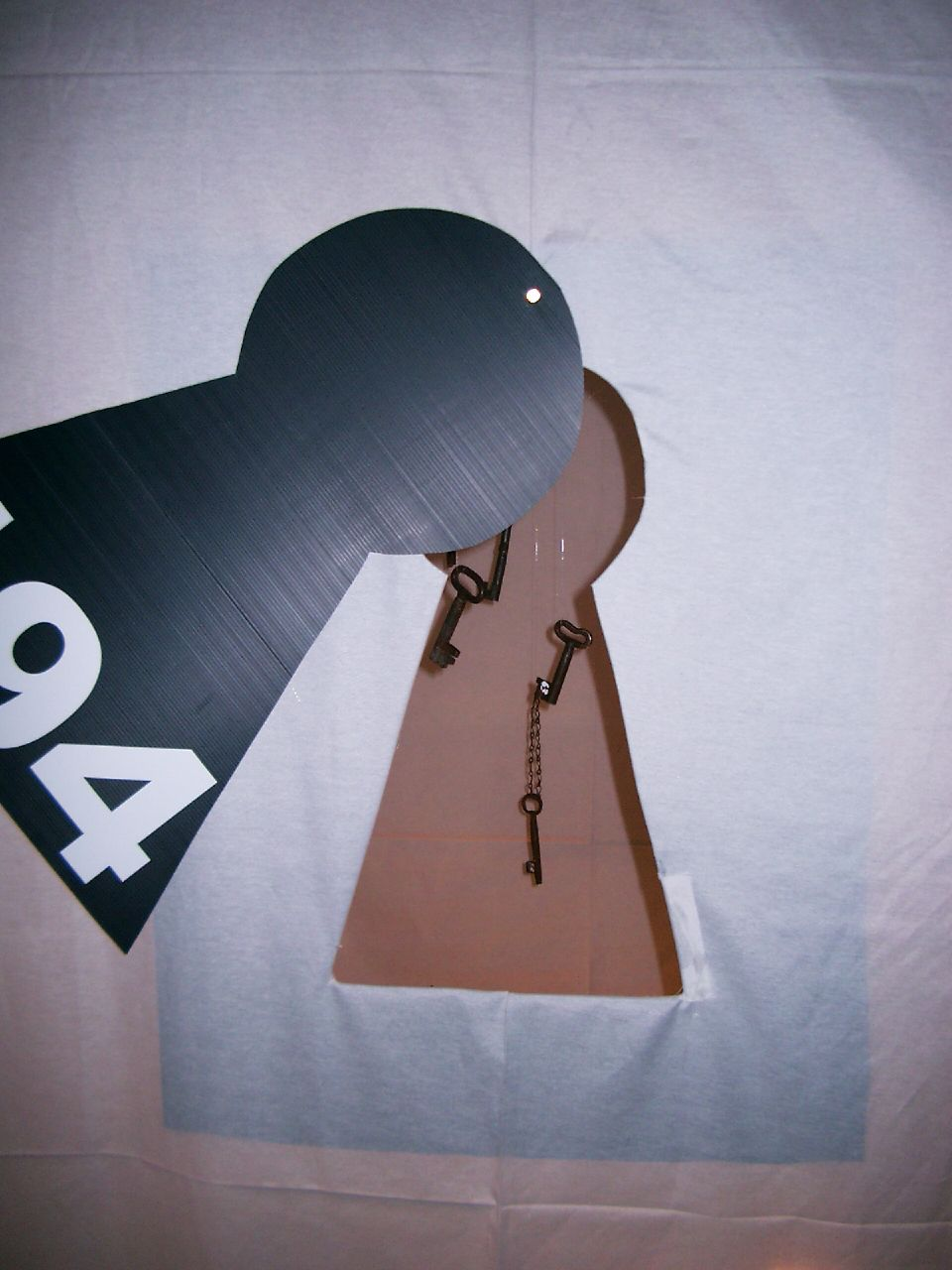
Obra titulada Resolució 194. Simbolitza les claus que mantenen els palestins que van abandonar les seves cases en 1948.

El dret palestí a la tornada és la posició o principi polític que considera que tant els refugiats palestins com els seus descendents (uns 5 milions de persones en 2012), tenen el dret a tornar i el dret a recuperar la propietat que ells o els seus avantpassats van deixar enrere, o van ser obligats a abandonar en el que actualment és l'Estat d'Israel i els territoris palestins (tots dos anteriorment formaven part del Mandat Britànic de Palestina), com a part de l'èxode palestí (la Nakba), resultat tant de la guerra de Palestina de 1948 i de la Guerra dels Sis Dies de 1967.
Els defensors del dret a la tornada mantenen que es tracta d'un dret humà bàsic i inalienable, l'aplicabilitat del qual cap als palestins està protegida sota el dret internacional. Aquesta visió sosté que els qui optin per no tornar o per qui el retorn no és factible, haurien de rebre algun tipus de compensació en el seu lloc. Els contraris al dret a la tornada argumenten que no existeix cap fonament en el dret internacional que ho permeti, per la qual cosa es tracta d'una demanda poc realista.
El govern d'Israel creu que aquesta reclamació és exclusiva de l'àmbit palestí, i no considera que l'acolliment dels refugiats palestins i el retorn de les seves antigues propietats a Israel sigui un dret, sinó més aviat una reivindicació política, que hauria de ser resolta com a part d'un futur acord de pau.